# Pomatoschistus
Pomatoschistus is een geslacht van straalvinnige vissen uit de familie van grondels (Gobiidae). Het geslacht is voor het eerst wetenschappelijk beschreven in 1863 door Gill.

## Soorten
- Pomatoschistus bathi Miller, 1982
- Pomatoschistus canestrinii (Ninni, 1883)
- Pomatoschistus knerii (Steindachner, 1861)
- Pomatoschistus lozanoi (de Buen, 1923) – Lozano's grondel
- Pomatoschistus marmoratus (Risso, 1810)
- Pomatoschistus microps (Krøyer, 1838) – Brakwatergrondel
- Pomatoschistus minutus (Pallas, 1770) – Dikkopje
- Pomatoschistus montenegrensis Miller & Šanda, 2008
- Pomatoschistus norvegicus (Collett, 1902) – Noorse grondel
- Pomatoschistus pictus (Malm, 1865) – Kleurige grondel
- Pomatoschistus quagga (Heckel, 1837)
- Pomatoschistus tortonesei Miller, 1969